# George Snook
George Snook (2 giugno 2003) è un canoista neozelandese, specializzato nello slalom ed ha partecipato ai III Giochi olimpici giovanili estivi, terminando la gara in quarta posizione.

## Palmarès
- Campionati oceaniani di canoa slalom

Auckland 2021: argento nel K1.